# Horňátky
Horňátky jsou malá vesnice, část města Neratovice v okrese Mělník ve Středočeském kraji. Nachází se asi tři kilometry západně od Neratovic. Protéká tu Horňátko. Je zde evidováno 12 adres. Trvale zde žije 28 obyvatel.
Horňátky leží v katastrálním území Byškovice o výměře 5,68 km².

## Historie
První písemná zmínka o vesnici pochází z roku 1271.
Po okupaci Československa v roce 1968 zde sídlila sovětská vojenská posádka.

## Obyvatelstvo
| Rok            | 1869 | 1880 | 1890 | 1900 | 1910 | 1921 | 1930 | 1950 | 1961 | 1970 | 1980 | 1991 | 2001 | 2011 | 2021 |
| -------------- | ---- | ---- | ---- | ---- | ---- | ---- | ---- | ---- | ---- | ---- | ---- | ---- | ---- | ---- | ---- |
| Počet obyvatel | 102  | 141  | 115  | 118  | 136  | 126  | 118  | 38   | 61   | 48   | 43   | 32   | 28   | 40   | 38   |
| Počet domů     | 10   | 10   | 10   | 9    | 10   | 9    | 13   | 14   | 14   | 10   | 7    | 12   | 9    | 9    | 10   |

## Obecní správa
Při sčítání lidu v letech 1850–1960 Horňátky byly osadou obce Byškovice v okrese Mělník. Od 10. června 1960 jsou částí města Neratovice v okrese Mělník.